# Општина Јонешти (Валча)
Јонешти (рум. Ioneşti) општина је у Румунији у округу Валча.
Oпштина се налази на надморској висини од 205 m.